# واين ريتشاردز
واين ريتشاردز (بالإنجليزية: Wayne Richards)‏ هو لاعب دوري الرغبي أسترالي، ولد في 2 أغسطس 1970 في نيوساوث ويلز في أستراليا.